# Молодой Александр Великий
«Молодой Александр Великий» (англ. Young Alexander the Great) — биографический фильм 2010 года режиссёра Джалала Мерхи. Мировая премьера состоялась в декабре 2010 года. 

## Сюжет
IV век до н.э., Александру, сыну царя Филиппа, 17 лет. Он обучается в школе вместе с другими юношами - сыновьями греческой знати. Их наставник — философ Аристотель, чьё имя при жизни было овеяно легендами. Жизнь и проблемы молодого царевича схожи с жизнью и проблемами обыкновенных юношей, будь то завоевание авторитета среди друзей или борьба за внимание девушек.
Первым сражением юного Александра станет завоевание уважения собственного отца: только это позволит ему в дальнейшем взойти на трон. Ему предстоит выучить уроки разума и сердца и открыть для нас ещё одну страницу истории.

## В ролях
| Актёр             | Роль       |
| ----------------- | ---------- |
| Сэм Хьюэн         | Александр  |
| Лорен Коэн        | Лето       |
| Кристофер Кейзнов | Аристотель |
| Дэвид Куртис      | Аргон      |
| Зейн Эл-Дин       | Артемус    |
| Соня Энрикез      | Кали       |
| Колуд Казим       | Ниоба      |
| Пол Телфер        | Гефестион  |
| Джон Молдер-Браун | Филипп     |
| Шериф Рамзи       | Ликомед    |
| Эми Шилз          | Клеопатра  |